# Liste de jeux Bandai Namco Games

Logo de Bandai Namco Games

La liste de jeux Bandai Namco Games répertorie la liste des jeux développés ou édités par l'entreprise Bandai Namco Games. Cette liste ne comprend pas ceux de Bandai et Namco.

## Liste de jeux
| Nom                                                                     | Année | Plateformes                                                                                                 | Ref(s) |
| ----------------------------------------------------------------------- | ----- | --- | ------ |
| Mobile Suit Gundam SEED Destiny: Alliance vs. Z.A.F.T. II               | 2006  | PlayStation 2, Arcade                                                                                       |        |
| Ace Combat Zero: The Belkan War                                         | 2006  | PlayStation 2                                                                                               |        |
| Naruto: Ultimate Ninja                                                  | 2006  | PlayStation 2                                                                                               |        |
| Pac-Man World Rally                                                     | 2006  | PlayStation 2, GameCube, PlayStation Portable, Microsoft Windows                                            |        |
| Tales of the Abyss                                                      | 2006  | PlayStation 2, Nintendo 3DS                                                                                 |        |
| Gunpey                                                                  | 2006  | Nintendo DS, PlayStation Portable                                                                           |        |
| .hack//G.U. Vol. 1//Rebirth                                             | 2006  | PlayStation 2                                                                                               |        |
| Ace Combat X: Skies of Deception                                        | 2006  | PlayStation Portable                                                                                        |        |
| Digimon World DS                                                        | 2006  | Nintendo DS                                                                                                 |        |
| Dragon Ball Z: Budokai Tenkaichi 2                                      | 2006  | PlayStation 2, Wii                                                                                          |        |
| Mobile Suit Gundam: Crossfire                                           | 2006  | PlayStation 3                                                                                               |        |
| Naruto: Uzumaki Chronicles                                              | 2006  | PlayStation 2                                                                                               |        |
| Ridge Racer 7                                                           | 2006  | PlayStation 3                                                                                               |        |
| Tamagotchi Connection: Corner Shop                                      | 2006  | Nintendo DS                                                                                                 |        |
| Tamagotchi Connection: Corner Shop 2                                    | 2006  | Nintendo DS                                                                                                 |        |
| Xenosaga Episode III: Also sprach Zarathustra                           | 2006  | PlayStation 2                                                                                               |        |
| Mage Knight: Destiny's Soldier                                          | 2006  | Nintendo DS                                                                                                 |        |
| Kidō Senshi Gundam: Senjō no Kizuna                                     | 2006  | Arcade, PlayStation Portable                                                                                |        |
| Inuyasha: Secret of the Divine Jewel                                    | 2007  | Nintendo DS                                                                                                 |        |
| The Legend of Heroes III: Song of the Ocean                             | 2007  | PlayStation Portable                                                                                        |        |
| Dynasty Warriors: Gundam                                                | 2007  | PlayStation 2, PlayStation 3, Xbox 360                                                                      |        |
| Mario Kart Arcade GP 2                                                  | 2007  | Arcade |        |
| Nodame Cantabile                                                        | 2007  | Nintendo DS                                                                                                 |        |
| The Idolmaster                                                          | 2007  | Xbox 360 |        |
| .hack//G.U. Vol. 2//Reminisce                                           | 2007  | PlayStation 2                                                                                               |        |
| Naruto: Ultimate Ninja 2                                                | 2007  | PlayStation 2                                                                                               |        |
| Naruto: Ultimate Ninja Heroes                                           | 2007  | PlayStation Portable                                                                                        |        |
| Tales of the Tempest                                                    | 2007  | Nintendo DS                                                                                                 |        |
| Tales of the World: Radiant Mythology                                   | 2007  | PlayStation Portable                                                                                        |        |
| Naruto: Uzumaki Chronicles 2                                            | 2007  | PlayStation 2                                                                                               |        |
| SoulCalibur Legends                                                     | 2007  | Wii |        |
| .hack//G.U. Vol. 3//Redemption                                          | 2007  | PlayStation 2                                                                                               |        |
| Eternal Sonata                                                          | 2007  | PlayStation 3, Xbox 360                                                                                     |        |
| Digimon World Dawn and Dusk                                             | 2007  | Nintendo DS                                                                                                 |        |
| Namco Museum DS                                                         | 2007  | Nintendo DS                                                                                                 |        |
| Trioncube                                                               | 2007  | Nintendo DS                                                                                                 |        |
| Dragon Ball Z: Budokai Tenkaichi 3                                      | 2007  | PlayStation 2, Wii                                                                                          |        |
| Dragon Ball Z: Harukanaru Densetsu                                      | 2007  | Nintendo DS                                                                                                 |        |
| Beautiful Katamari                                                      | 2007  | Xbox 360 |        |
| Ace Combat 6: Fires of Liberation                                       | 2007  | Xbox 360 |        |
| Namco Museum Remix                                                      | 2007  | Wii |        |
| Nodame Cantabile: Dream Orchestra                                       | 2007  | Wii |        |
| One Piece: Unlimited Adventure                                          | 2007  | Wii |        |
| Tamagotchi: Party On!                                                   | 2007  | Wii |        |
| Tekken 6                                                                | 2007  | Arcade, PlayStation 3, Xbox 360, PlayStation Portable                                                       |        |
| Wangan Midnight Maximum Tune 3                                          | 2007  | Arcade |        |
| Wangan Midnight Maximum Tune 3 DX                                       | 2007  | Arcade |        |
| Tales of Innocence                                                      | 2008  | Nintendo DS                                                                                                 |        |
| Naruto: Ultimate Ninja 3                                                | 2008  | PlayStation 2                                                                                               |        |
| Naruto: Ultimate Ninja Heroes 2: The Phantom Fortress                   | 2008  | PlayStation Portable                                                                                        |        |
| Naruto: Ultimate Ninja Storm                                            | 2008  | PlayStation 3                                                                                               |        |
| Super Robot Wars Z                                                      | 2008  | PlayStation 2                                                                                               |        |
| SoulCalibur IV                                                          | 2008  | PlayStation 3, Xbox 360                                                                                     |        |
| Super Robot Taisen OG Saga: Endless Frontier                            | 2008  | Nintendo DS                                                                                                 |        |
| Digimon World Championship                                              | 2008  | Nintendo DS                                                                                                 |        |
| Mobile Ops: The One Year War                                            | 2008  | Xbox 360 |        |
| Tales of Symphonia: Dawn of the New World                               | 2008  | Wii |        |
| Tales of Vesperia                                                       | 2008  | Xbox 360, PlayStation 3, Microsoft Windows, Nintendo Switch, PlayStation 4, Xbox One                        |        |
| Tales of Hearts                                                         | 2008  | Nintendo DS                                                                                                 |        |
| The Idolmaster Live For You!                                            | 2008  | Xbox 360 |        |
| Dragon Ball: Origins                                                    | 2008  | Nintendo DS                                                                                                 |        |
| Dragon Ball Z: Burst Limit                                              | 2008  | PlayStation 3, Xbox 360                                                                                     |        |
| Dragon Ball Z: Infinite World                                           | 2008  | PlayStation 2                                                                                               |        |
| Mario Super Sluggers                                                    | 2008  | Wii |        |
| Dynasty Warriors: Gundam 2                                              | 2008  | PlayStation 2, PlayStation 3, Xbox 360                                                                      |        |
| Klonoa                                                                  | 2008  | Wii |        |
| Afro Samurai                                                            | 2009  | PlayStation 3, Xbox 360                                                                                     |        |
| Naruto Shippuden: Ultimate Ninja 4                                      | 2009  | PlayStation 2                                                                                               |        |
| Naruto Shippūden: Ultimate Ninja 5                                      | 2009  | PlayStation 2                                                                                               |        |
| Namco Museum Essentials                                                 | 2009  | PlayStation 3                                                                                               |        |
| Dragonball Evolution                                                    | 2009  | PlayStation Portable                                                                                        |        |
| Dragon Ball: Raging Blast                                               | 2009  | PlayStation 3, Xbox 360                                                                                     |        |
| Dragon Ball: Revenge of King Piccolo                                    | 2009  | Wii |        |
| Dragon Ball Z: Attack of the Saiyans                                    | 2009  | Nintendo DS                                                                                                 |        |
| MagnaCarta 2                                                            | 2009  | Xbox 360 |        |
| Kamen Rider: Climax Heroes                                              | 2009  | PlayStation 2                                                                                               |        |
| Kamen Rider: Climax Heroes W                                            | 2009  | Wii |        |
| One Piece: Unlimited Cruise                                             | 2009  | Wii |        |
| SoulCalibur: Broken Destiny                                             | 2009  | PlayStation Portable                                                                                        |        |
| Tales of VS                                                             | 2009  | PlayStation Portable                                                                                        |        |
| Super Robot Wars Z: Special Disk                                        | 2009  | PlayStation 2                                                                                               |        |
| Super Robot Wars K                                                      | 2009  | Nintendo DS                                                                                                 |        |
| Tekken 6: Bloodline Rebellion                                           | 2009  | Arcade, PlayStation Portable, PlayStation 3, Xbox 360                                                       |        |
| The Idolmaster SP                                                       | 2009  | PlayStation Portable                                                                                        |        |
| SuperRobo Gakuen                                                        | 2009  | Nintendo DS                                                                                                 |        |
| The Idolmaster Dearly Stars                                             | 2009  | Nintendo DS                                                                                                 |        |
| Super Robot Wars NEO                                                    | 2009  | Wii |        |
| The Munchables                                                          | 2009  | Wii |        |
| Katamari Forever                                                        | 2009  | PlayStation 3                                                                                               |        |
| Food Network: Cook or Be Cooked                                         | 2009  | Wii |        |
| Fragile: Farewell Ruins of the Moon                                     | 2009  | Wii |        |
| Tales of the World: Radiant Mythology 2                                 | 2009  | PlayStation Portable                                                                                        |        |
| Tales of Graces                                                         | 2009  | Wii |        |
| Taiko no Tatsujin 13                                                    | 2009  | Arcade |        |
| Muscle March                                                            | 2010  | Wii |        |
| Dragon Ball: Origins 2                                                  | 2010  | Nintendo DS                                                                                                 |        |
| Dragon Ball: Raging Blast 2                                             | 2010  | PlayStation 3, Xbox 360                                                                                     |        |
| Dragon Ball Z: Tenkaichi Tag Team                                       | 2010  | PlayStation Portable                                                                                        |        |
| Enslaved: Odyssey to the West                                           | 2010  | PlayStation 3, Xbox 360                                                                                     |        |
| Clash of the Titans                                                     | 2010  | PlayStation 3, Xbox 360                                                                                     |        |
| God Eater Burst                                                         | 2010  | PlayStation Portable                                                                                        |        |
| .hack//Link                                                             | 2010  | PlayStation Portable                                                                                        |        |
| Gundam Battle Universe                                                  | 2010  | PlayStation Portable                                                                                        |        |
| Kamen Rider Climax Heroes OOO                                           | 2010  | PlayStation Portable, Wii                                                                                   |        |
| Tank! Tank! Tank!                                                       | 2010  | Arcade, Wii U                                                                                               |        |
| Super Robot Wars L                                                      | 2010  | Nintendo DS                                                                                                 |        |
| Dead to Rights: Retribution                                             | 2010  | PlayStation 3, Xbox 360                                                                                     |        |
| Splatterhouse                                                           | 2010  | PlayStation 3, Xbox 360                                                                                     |        |
| Battle Spirits: Heroes Soul                                             | 2010  | PlayStation Portable                                                                                        |        |
| Wangan Midnight Maximum Tune 3 DX PLUS                                  | 2010  | Arcade |        |
| Tales of Graces F                                                       | 2010  | PlayStation 3                                                                                               |        |
| Tales of Phantasia: Narikiri Dungeon X                                  | 2010  | PlayStation Portable                                                                                        |        |
| Endless Frontier EXCEED: Super Robot Wars OG Saga                       | 2010  | Nintendo DS                                                                                                 |        |
| Naruto Shippuden: Ultimate Ninja Heroes 3                               | 2010  | PlayStation Portable                                                                                        |        |
| Naruto Shippuden: Ultimate Ninja Storm 2                                | 2010  | PlayStation 3, Xbox 360                                                                                     |        |
| Pac-Man Party                                                           | 2010  | Wii, Nintendo 3DS                                                                                           |        |
| Dynasty Warriors: Gundam 3                                              | 2010  | PlayStation 3, Xbox 360                                                                                     |        |
| Solatorobo: Red the Hunter                                              | 2010  | Nintendo DS                                                                                                 |        |
| Ni no Kuni                                                              | 2011  | Microsoft Windows, PlayStation 3, PlayStation 4, Nintendo Switch                                            |        |
| Dragon Ball Heroes                                                      | 2011  | Arcade |        |
| Dragon Ball Kai: Arutimetto butōden                                     | 2011  | Nintendo DS                                                                                                 |        |
| Dragon Ball Z: Ultimate Tenkaichi                                       | 2011  | PlayStation 3, Xbox 360                                                                                     |        |
| Tales of the World: Radiant Mythology 3                                 | 2011  | PlayStation Portable                                                                                        |        |
| The Idolmaster 2                                                        | 2011  | PlayStation 3, Xbox 360                                                                                     |        |
| Ridge Racer 3D                                                          | 2011  | Nintendo 3DS                                                                                                |        |
| Knights Contract                                                        | 2011  | PlayStation 3, Xbox 360                                                                                     |        |
| Mobile Suit Gundam: Extreme Vs.                                         | 2011  | PlayStation 3                                                                                               |        |
| 2nd Super Robot Wars Z                                                  | 2011  | PlayStation Portable                                                                                        |        |
| Dark Souls                                                              | 2011  | Microsoft Windows, PlayStation 3, Xbox 360                                                                  |        |
| Go Vacation                                                             | 2011  | Wii |        |
| Kamen Rider Climax Heroes Fourze                                        | 2011  | Wii, Nintendo 3DS                                                                                           |        |
| Ace Combat: Assault Horizon                                             | 2011  | Microsoft Windows, PlayStation 3, Xbox 360                                                                  |        |
| Tales of Xillia                                                         | 2011  | PlayStation 3                                                                                               |        |
| Wangan Midnight Maximum Tune 4                                          | 2011  | Arcade |        |
| Another Century's Episode Portable                                      | 2011  | PlayStation Portable                                                                                        |        |
| Ridge Racer Vita                                                        | 2011  | PlayStation Vita                                                                                            |        |
| DualPenSports                                                           | 2011  | Nintendo 3DS                                                                                                |        |
| Naruto Shippuden: Ultimate Ninja Impact                                 | 2011  | PlayStation Portable                                                                                        |        |
| Power Rangers Samurai                                                   | 2011  | Nintendo DS, Wii                                                                                            |        |
| Soulcalibur V                                                           | 2012  | PlayStation 3, Xbox 360                                                                                     |        |
| Tekken Tag Tournament 2                                                 | 2011  | PlayStation 3, Xbox 360, Arcade, Wii U                                                                      |        |
| Super Robot Wars OG Saga: Masō Kishin II – Revelation of Evil God       | 2012  | PlayStation Portable                                                                                        |        |
| Dragon Ball Z for Kinect                                                | 2012  | Xbox 360 |        |
| Dragon Ball Z: Budokai HD Collection                                    | 2012  | PlayStation 3, Xbox 360                                                                                     |        |
| Tekken 3D: Prime Edition                                                | 2012  | Nintendo 3DS                                                                                                |        |
| Mobile Suit Gundam: Battle Operation                                    | 2012  | PlayStation 3                                                                                               |        |
| Power Rangers Super Samurai for Kinect                                  | 2012  | Xbox 360 |        |
| Mobile Suit Gundam AGE                                                  | 2012  | PlayStation Portable                                                                                        |        |
| Ridge Racer Unbounded                                                   | 2012  | Microsoft Windows, PlayStation 3, Xbox 360                                                                  |        |
| Inversion                                                               | 2012  | Microsoft Windows, PlayStation 3, Xbox 360                                                                  |        |
| Kamen Rider: Super Climax Heroes                                        | 2010  | PlayStation Portable, Wii                                                                                   |        |
| Mobile Suit Gundam Unicorn                                              | 2012  | PlayStation 3                                                                                               |        |
| Tales of the Heroes: Twin Brave                                         | 2012  | PlayStation Portable                                                                                        |        |
| Project X Zone                                                          | 2012  | Nintendo 3DS                                                                                                |        |
| Mobile Suit Gundam SEED: Battle Destiny                                 | 2012  | PlayStation Vita                                                                                            |        |
| ThunderCats                                                             | 2012  | Nintendo DS                                                                                                 |        |
| One Piece: Pirate Warriors                                              | 2012  | PlayStation 3                                                                                               |        |
| Armored Core V                                                          | 2012  | PlayStation 3, Xbox 360                                                                                     |        |
| Tokitowa                                                                | 2012  | PlayStation 3                                                                                               |        |
| RollerCoaster Tycoon 3D                                                 | 2012  | Nintendo 3DS                                                                                                |        |
| The Idolmaster Shiny Festa                                              | 2012  | PlayStation Portable                                                                                        |        |
| Accel World: Ginyoku no Kakusei                                         | 2012  | PlayStation Portable, PlayStation 3                                                                         |        |
| 2nd Super Robot Wars Original Generation                                | 2012  | PlayStation 3                                                                                               |        |
| Tales of Innocence R                                                    | 2012  | PlayStation Vita                                                                                            |        |
| Tales of Xillia 2                                                       | 2012  | PlayStation 3                                                                                               |        |
| Mobile Suit Gundam: Extreme Vs. Full Boost                              | 2011  | PlayStation 3, Arcade                                                                                       |        |
| Taiko no Tatsujin                                                       | 2011  | Arcade |        |
| Naruto Shippuden: Ultimate Ninja Storm Generations                      | 2012  | PlayStation 3, Xbox 360                                                                                     |        |
| Digimon Adventure                                                       | 2013  | PlayStation Portable                                                                                        |        |
| Accel World: Kasoku no Chōten                                           | 2013  | PlayStation Portable, PlayStation 3                                                                         |        |
| Gintama no Sugoroku                                                     | 2013  | PlayStation Portable                                                                                        |        |
| Super Robot Wars UX                                                     | 2013  | Nintendo 3DS                                                                                                |        |
| Sword Art Online: Infinity Moment                                       | 2013  | PlayStation Portable, PlayStation Vita                                                                      |        |
| Super Robot Wars Operation Extend                                       | 2013  | PlayStation Portable                                                                                        |        |
| Super Robot Wars OG Saga: Masō Kishin III – Pride of Justice            | 2013  | PlayStation 3, PlayStation Vita                                                                             |        |
| One Piece: Pirate Warriors 2                                            | 2013  | PlayStation 3, PlayStation Vita                                                                             |        |
| Star Trek                                                               | 2013  | Microsoft Windows, PlayStation 3, Xbox 360                                                                  |        |
| Saint Seiya: Brave Soldiers                                             | 2013  | PlayStation 3                                                                                               |        |
| Naruto Shippuden: Ultimate Ninja Storm 3                                | 2013  | Microsoft Windows, PlayStation 3, Xbox 360                                                                  |        |
| Tekken Revolution                                                       | 2013  | PlayStation 3                                                                                               |        |
| Super Robot Wars OG Infinite Battle                                     | 2013  | PlayStation 3                                                                                               |        |
| Mario Kart Arcade GP DX                                                 | 2013  | Arcade |        |
| Power Rangers Megaforce                                                 | 2013  | Nintendo 3DS                                                                                                |        |
| Disney Magical World                                                    | 2013  | Nintendo 3DS                                                                                                |        |
| Gundam Breaker                                                          | 2013  | PlayStation 3, PlayStation Vita                                                                             |        |
| Dynasty Warriors: Gundam Reborn                                         | 2013  | PlayStation 3, PlayStation Vita                                                                             |        |
| Pac-Man and the Ghostly Adventures                                      | 2013  | Xbox 360, Microsoft Windows, PlayStation 3, Wii U, Nintendo 3DS                                             |        |
| Macross 30: The Voice that Connects the Galaxy                          | 2013  | PlayStation 3                                                                                               |        |
| JoJo's Bizarre Adventure: All Star Battle                               | 2013  | PlayStation 3                                                                                               |        |
| Armored Core: Verdict Day                                               | 2013  | PlayStation 3, Xbox 360                                                                                     |        |
|                                                                         |       | |        |
| God Eater 2                                                             | 2013  | PlayStation Portable, PlayStation Vita                                                                      |        |
| Taiko no Tatsujin: Wii U Version                                        | 2013  | Wii U |        |
| One Piece: Unlimited World Red                                          | 2013  | Nintendo 3DS, PlayStation 3, PlayStation 4, PlayStation Vita, Wii U, Nintendo Switch, Microsoft Windows     |        |
| Dragon Ball Z: Battle of Z                                              | 2014  | PlayStation 3, PlayStation Vita, Xbox 360                                                                   |        |
| Super Heroine Chronicle                                                 | 2014  | PlayStation 3, PlayStation Vita                                                                             |        |
| Tales of Hearts R                                                       | 2014  | PlayStation Vita                                                                                            |        |
| Mobile Suit Gundam Side Stories                                         | 2014  | PlayStation 3                                                                                               |        |
| Mobile Suit Gundam Side Story: Missing Link                             | 2014  | PlayStation 3                                                                                               |        |
| Casting Voice                                                           | 2014  | PlayStation 3                                                                                               |        |
| Mobile Suit Gundam: Extreme Vs. Maxi Boost                              | 2014  | Arcade |        |
| Dark Souls II                                                           | 2014  | Microsoft Windows, PlayStation 3, Xbox 360                                                                  |        |
| Taiko no Tatsujin: Don to Katsu no Jikū Daibōken                        | 2014  | Nintendo 3DS                                                                                                |        |
| Tenkai Knights: Brave Battle                                            | 2014  | Nintendo 3DS                                                                                                |        |
| 3rd Super Robot Wars Z                                                  | 2014  | PlayStation Vita                                                                                            |        |
| Ace Combat Infinity                                                     | 2014  | PlayStation 3                                                                                               |        |
| Sword Art Online: Hollow Fragment                                       | 2014  | PlayStation Vita                                                                                            |        |
| Super Robot Wars OG Saga: Masō Kishin F – Coffin of the End             | 2014  | PlayStation 3                                                                                               |        |
| Gundam Breaker 2                                                        | 2014  | PlayStation 3, PlayStation Vita                                                                             |        |
| Enemy Front                                                             | 2014  | Microsoft Windows, PlayStation 3, Xbox 360                                                                  |        |
| SoulCalibur: Lost Swords                                                | 2014  | PlayStation 3                                                                                               |        |
| Pac-Man and the Ghostly Adventures 2                                    | 2014  | Nintendo 3DS, PlayStation 3, Wii U, Xbox 360                                                                |        |
| Super Smash Bros. for Nintendo 3DS and Wii U                            | 2014  | Nintendo 3DS, Wii U                                                                                         |        |
| Naruto Shippūden: Ultimate Ninja Storm Revolution                       | 2014  | Microsoft Windows, PlayStation 3, Xbox 360                                                                  |        |
| Tales of the World: Tactics Union                                       | 2014  | Wii |        |
| Power Rangers Super Megaforce                                           | 2014  | Nintendo 3DS                                                                                                |        |
| Digimon All-Star Rumble                                                 | 2014  | PlayStation 3, Xbox 360                                                                                     |        |
| J-Stars Victory Vs                                                      | 2014  | PlayStation 3, PlayStation 4, PlayStation Vita                                                              |        |
| Star Wars Battle Pod                                                    | 2014  | Arcade |        |
| One Piece: Super Grand Battle! X                                        | 2014  | Nintendo 3DS                                                                                                |        |
| Taiko no Tatsujin: Tokumori!                                            | 2014  | Wii U |        |
| Godzilla                                                                | 2014  | PlayStation 3, PlayStation 4                                                                                |        |
| Ace Combat: Assault Horizon Legacy Plus                                 | 2015  | Nintendo 3DS                                                                                                |        |
| Tales of Zestiria                                                       | 2015  | PlayStation 3, PlayStation 4, Microsoft Windows                                                             |        |
| Dragon Ball Xenoverse                                                   | 2015  | Microsoft Windows, PlayStation 3, PlayStation 4, Xbox 360, Xbox One                                         |        |
| Dragon Ball Z: Extreme Butoden                                          | 2015  | Nintendo 3DS                                                                                                |        |
| Super Robot Wars BX                                                     | 2015  | Nintendo 3DS                                                                                                |        |
| Taiko no Tatsujin: V Version                                            | 2015  | PlayStation Vita                                                                                            |        |
| Taiko no Tatsujin: Atsumete Tomodachi Daisakusen!                       | 2015  | Wii U |        |
| God Eater 2: Rage Burst                                                 | 2015  | Wii U, PlayStation Vita                                                                                     |        |
| Digimon Story: Cyber Sleuth                                             | 2015  | Wii U, PlayStation Vita                                                                                     |        |
| One Piece: Pirate Warriors 3                                            | 2015  | PlayStation 3, PlayStation 4, PlayStation Vita, Microsoft Windows, Nintendo Switch                          |        |
| Dark Souls II: Scholar of the First Sin                                 | 2015  | PlayStation 3, PlayStation 4, Microsoft Windows, Xbox 360, Xbox One                                         |        |
| Cross Ange: Rondo of Angels and Dragons tr.                             | 2015  | PlayStation Vita                                                                                            |        |
| Gundam Battle Operation Next                                            | 2015  | PlayStation 3, PlayStation 4                                                                                |        |
| Ray Gigant                                                              | 2015  | PlayStation Vita                                                                                            |        |
| Pokkén Tournament                                                       | 2015  | Arcade, Wii U, Nintendo Switch                                                                              |        |
| Lost Reavers                                                            | 2015  | Wii |        |
| Rise of Incarnates                                                      | 2015  | Microsoft Windows                                                                                           |        |
| JoJo's Bizarre Adventure: Eyes of Heaven                                | 2015  | PlayStation 3, PlayStation 4                                                                                |        |
| Project X Zone 2                                                        | 2015  | Nintendo 3DS                                                                                                |        |
| Project CARS                                                            | 2015  | Microsoft Windows, PlayStation 4, Xbox One                                                                  | ,      |
| Sword Art Online: Lost Song                                             | 2015  | PlayStation 3, PlayStation 4, PlayStation Vita                                                              |        |
| Naruto Shippuden: Ultimate Ninja Storm 4                                | 2016  | Microsoft Windows, PlayStation 4, Xbox One                                                                  |        |
| Dark Souls III                                                          | 2016  | Microsoft Windows, PlayStation 4, Xbox One                                                                  |        |
| One Piece: Burning Blood                                                | 2016  | Microsoft Windows, PlayStation 4, Xbox One, PlayStation Vita                                                |        |
| Necropolis                                                              | 2016  | Microsoft Windows, PlayStation 4, Xbox One                                                                  | [ 5 ]  |
| Super Robot Wars OG: The Moon Dwellers                                  | 2016  | PlayStation 3, PlayStation 4                                                                                |        |
| Duelyst                                                                 | 2016  | Microsoft Windows                                                                                           |        |
| Taiko no Tatsujin: Dokodon! Mystery Adventure                           | 2016  | Nintendo 3DS                                                                                                |        |
| Tales of Berseria                                                       | 2016  | Microsoft Windows, PlayStation 3, PlayStation 4                                                             |        |
| DigimonLinkz                                                            | 2016  | iOS, Android                                                                                                |        |
| Sword Art Online: Hollow Realization                                    | 2016  | Microsoft Windows, PlayStation 4, PlayStation Vita                                                          |        |
| Digimon World: Next Order                                               | 2016  | PlayStation 4, PlayStation Vita                                                                             |        |
| Warhammer 40,000: Eternal Crusade                                       | 2016  | PlayStation 4, Xbox One                                                                                     |        |
| Gundam Breaker 2                                                        | 2016  | PlayStation 4, PlayStation Vita                                                                             |        |
| Dragon Ball Fusions                                                     | 2016  | Nintendo 3DS                                                                                                |        |
| Dragon Ball Xenoverse 2                                                 | 2016  | Microsoft Windows, PlayStation 4, Xbox One, Nintendo Switch                                                 |        |
| Mobile Suit Gundam: Extreme Vs-Force                                    | 2016  | PlayStation Vita                                                                                            |        |
| My Hero Academia                                                        | 2016  | Nintendo 3DS                                                                                                |        |
| Mighty Action X                                                         | 2016  | Nintendo 3DS                                                                                                |        |
| Mighty Morphin Power Rangers: Mega Battle                               | 2017  | PlayStation 4, Xbox One                                                                                     |        |
| Impact Winter                                                           | 2017  | Microsoft Windows, PlayStation 4, Xbox One                                                                  |        |
| Little Nightmares                                                       | 2017  | Microsoft Windows, PlayStation 4, Xbox One, Nintendo Switch                                                 |        |
| Super Robot Wars V                                                      | 2017  | PlayStation 4, PlayStation Vita                                                                             |        |
| Chroma Squad                                                            | 2017  | PlayStation 4, Xbox One                                                                                     |        |
| Tekken 7                                                                | 2017  | Arcade, Microsoft Windows, PlayStation 4, Xbox One                                                          |        |
| Get Even                                                                | 2017  | Microsoft Windows, PlayStation 4, Xbox One                                                                  |        |
| Accel World vs. Sword Art Online: Millennium Twilight                   | 2017  | PlayStation 4, PlayStation Vita                                                                             |        |
| City Shrouded in Shadow                                                 | 2017  | PlayStation 4                                                                                               |        |
| Naruto Shippuden: Ultimate Ninja Storm Trilogy                          | 2017  | Microsoft Windows, PlayStation 4, Xbox One                                                                  |        |
| Naruto Shippuden: Ultimate Ninja Storm Legacy                           | 2017  | Microsoft Windows, PlayStation 4, Xbox One                                                                  |        |
| Little Witch Academia: Chamber of Time                                  | 2017  | Microsoft Windows, PlayStation 4                                                                            |        |
| .hack//G.U. Last Recode                                                 | 2017  | Microsoft Windows, PlayStation 4                                                                            |        |
| Project CARS 2                                                          | 2017  | Microsoft Windows, PlayStation 4, Xbox One                                                                  |        |
| Summer Lesson                                                           | 2017  | PlayStation 4                                                                                               |        |
| Taiko no Tatsujin: Drum Session!                                        | 2017  | PlayStation 4                                                                                               |        |
| Ben 10                                                                  | 2017  | Microsoft Windows, PlayStation 4, Xbox One, Nintendo Switch                                                 |        |
| Kamen Rider Climax Fighters                                             | 2017  | PlayStation 4                                                                                               |        |
| One Piece: Grand Cruise                                                 | 2017  | PlayStation 4                                                                                               |        |
| Girls und Panzer: Dream Tank Match                                      | 2017  | PlayStation 4                                                                                               |        |
| Digimon Story: Cyber Sleuth - Hacker's Memory                           | 2017  | PlayStation 4, PlayStation Vita                                                                             |        |
| The Idolmaster: Stella Stage                                            | 2017  | PlayStation 4                                                                                               |        |
| Ni no Kuni II: Revenant Kingdom                                         | 2018  | PlayStation 4                                                                                               |        |
| Shoot Away PRO                                                          | 2018  | Arcade |        |
| Sword Art Online: Replication Project                                   | 2018  | PlayStation 4                                                                                               |        |
| Dark Souls: Remastered                                                  | 2018  | PlayStation 4, Xbox One, Nintendo Switch                                                                    |        |
| Adventure Time: Pirates of the Enchiridion                              | 2018  | Microsoft Windows, PlayStation 4, Xbox One, Nintendo Switch                                                 |        |
| Super Robot Wars X                                                      | 2018  | Microsoft Windows, PlayStation 4, PlayStation Vita, Nintendo Switch                                         |        |
| Mobile Suit Gundam: Battle Operation 2                                  | 2018  | PlayStation 4                                                                                               |        |
| Naruto to Boruto: Shinobi Striker                                       | 2018  | Microsoft Windows, PlayStation 4, Xbox One                                                                  |        |
| Dragon Ball FighterZ                                                    | 2018  | Microsoft Windows, PlayStation 4, Xbox One, Nintendo Switch                                                 |        |
| New Gundam Breaker                                                      | 2018  | PlayStation 4                                                                                               |        |
| Katamari Damacy Reroll                                                  | 2018  | Microsoft Windows, Nintendo Switch                                                                          |        |
| Gintama Rumble                                                          | 2018  | PlayStation 4, PlayStation Vita                                                                             |        |
| Full Metal Panic! Fight Who Dares Wins                                  | 2018  | PlayStation 4                                                                                               |        |
| Record of Grancrest War                                                 | 2018  | PlayStation 4                                                                                               |        |
| The Seven Deadly Sins: Knights of Britannia                             | 2018  | PlayStation 4                                                                                               |        |
| Dragon Ball Z: X Keepers                                                | 2018  | Microsoft Windows                                                                                           |        |
| Sword Art Online: Fatal Bullet                                          | 2018  | Microsoft Windows, Nintendo Switch, PlayStation 4, Xbox One                                                 |        |
| God Eater 3                                                             | 2018  | Microsoft Windows, Nintendo Switch, PlayStation 4, Xbox One                                                 |        |
| Black Clover: Project Knights                                           | 2018  | Microsoft Windows, PlayStation 4                                                                            |        |
| Divinity: Original Sin II                                               | 2018  | PlayStation 4, Xbox One                                                                                     |        |
| Taiko no Tatsujin: Drum 'n' Fun!                                        | 2018  | Nintendo Switch                                                                                             |        |
| My Hero Academia: One's Justice                                         | 2018  | Microsoft Windows, PlayStation 4, Xbox One, Nintendo Switch                                                 |        |
| Nari Kids Park: HUGtto! PreCure                                         | 2018  | Nintendo Switch                                                                                             |        |
| Nari Kids Park: Kaitou Sentai Lupinranger VS Keisatsu Sentai Patoranger | 2018  | Nintendo Switch                                                                                             |        |
| Nari Kids Park: Ultraman R/B                                            | 2018  | Nintendo Switch                                                                                             |        |
| Black Clover: Quartet Knights                                           | 2018  | PlayStation 4, Xbox One                                                                                     |        |
| Soulcalibur VI                                                          | 2018  | Microsoft Windows, PlayStation 4, Xbox One                                                                  |        |
| 11-11: Memories Retold                                                  | 2018  | Microsoft Windows, PlayStation 4, Xbox One                                                                  |        |
| Super Smash Bros. Ultimate                                              | 2018  | Nintendo Switch                                                                                             |        |
| Ace Combat 7: Skies Unknown                                             | 2019  | Microsoft Windows, PlayStation 4, Xbox One                                                                  |        |
| Jump Force                                                              | 2019  | Microsoft Windows, PlayStation 4, Xbox One                                                                  |        |
| One Piece: World Seeker                                                 | 2019  | Microsoft Windows, PlayStation 4, Xbox One                                                                  |        |
| Sword Art Online: Alicization Lycoris                                   | 2019  | PlayStation 4, Xbox One, Microsoft Windows                                                                  |        |
| Super Robot Wars T                                                      | 2019  | Nintendo Switch, PlayStation 4                                                                              |        |
| The Dark Pictures: Man of Medan                                         | 2019  | Microsoft Windows, PlayStation 4, Xbox One                                                                  |        |
| Code Vein                                                               | 2019  | Microsoft Windows, PlayStation 4, Xbox One                                                                  |        |
| Disney Tsum Tsum Festival                                               | 2019  | Nintendo Switch                                                                                             |        |
| Ninja Box                                                               | 2019  | Nintendo Switch                                                                                             |        |
| Tokyo Ghoul: re Call to Exist                                           | 2019  | Microsoft Windows, PlayStation 4                                                                            |        |
| Doraemon Story of Seasons                                               | 2019  | Microsoft Windows, Nintendo Switch                                                                          |        |
| Rad                                                                     | 2019  | Microsoft Windows, PlayStation 4, Xbox One, Nintendo Switch                                                 |        |
| Bless Unleashed                                                         | 2019  | Xbox One |        |
| One Piece: Pirate Warriors 4                                            | 2020  | Microsoft Windows, PlayStation 4, Xbox One, Nintendo Switch                                                 | [ 6 ]  |
| One-Punch Man: A Hero Nobody Knows                                      | 2020  | Microsoft Windows, PlayStation 4, Xbox One                                                                  |        |
| Twin Mirror                                                             | 2020  | Microsoft Windows, PlayStation 4, Xbox One                                                                  |        |
| Digimon Survive                                                         | 2020  | Microsoft Windows, PlayStation 4, Xbox One, Nintendo Switch                                                 |        |
| Dragon Ball Z: Kakarot                                                  | 2020  | Microsoft Windows, PlayStation 4, Xbox One                                                                  |        |
| My Hero Academia: One's Justice 2                                       | 2020  | Microsoft Windows, PlayStation 4, Xbox One, Nintendo Switch                                                 |        |
| Taiko no Tatsujin: Rhythmic Adventure Pack                              | 2020  | Nintendo Switch                                                                                             |        |
| Tales of Arise                                                          | 2021  | Microsoft Windows, PlayStation 4, Xbox One                                                                  |        |
| Scarlet Nexus                                                           | 2021  | Microsoft Windows, PlayStation 4, Xbox One, PlayStation 5, Xbox Series                                      |        |
| Elden Ring                                                              | 2022  | Microsoft Windows, PlayStation 4, Xbox One, PlayStation 5, Xbox Series                                      |        |
| Jojo's Bizarre Adventure: All-Star Battle R                             | 2022  | Microsoft Windows, PlayStation 4, Xbox One, PlayStation 5, Xbox Series, Nintendo Switch                     |        |
| Dragon Ball: The Breakers                                               | 2022  | Microsoft Windows, PlayStation 4, Xbox One, Nintendo Switch                                                 |        |
| One Piece Odyssey                                                       | 2023  | Microsoft Windows, PlayStation 4,PlayStation 5, Xbox Series                                                 |        |
| Armored Core VI: Fires of Rubicon                                       | 2023  | Microsoft Windows, PlayStation 4, Xbox One, PlayStation 5, Xbox Series                                      |        |
| Baten Kaitos I & II HD Remaster                                         | 2023  | Nintendo Switch                                                                                             |        |
| Disney Speedstorm                                                       | 2023  | PlayStation 4, Xbox One,PlayStation 5, Xbox Series, Nintendo Switch, Android, IOS, Steam, Microsoft Windows |        |
| NARUTO X BORUTO Ultimate Ninja STORM CONNECTIONS                        | 2023  | Microsoft Windows, PlayStation 4, Xbox One, PlayStation 5, Xbox Series, Nintendo Switch                     |        |
| Synduality                                                              | 2023  | Microsoft Windows, PlayStation 5, Xbox Series                                                               | [ 7 ]  |
| Tekken 8                                                                | 2024  | Microsoft Windows, PlayStation 5, Xbox Series                                                               |        |
| Little Nightmares III                                                   | 2024  | Microsoft Windows, PlayStation 4, Xbox One, PlayStation 5, Xbox Series, Nintendo Switch                     |        |
| Sand Land                                                               | 2024  | Microsoft Windows, PlayStation 4, PlayStation 5, Xbox Series                                                |        |
| Dragon Ball Sparking! Zero                                              | 2024  | Microsoft Windows, PlayStation 5, Xbox Series                                                               |        |
| Unknown 9: Awakening                                                    | 2024  | Microsoft Windows, PlayStation 5, Xbox Series                                                               | ,      |
| Synduality: Echo of Ada                                                 | 2025  | Microsoft Windows, PlayStation 5, Xbox Series                                                               | [ 10 ] |

### Jeux mobiles
| Nom                                  | Année | Plateformes  | Ref(s) |
| ------------------------------------ | ----- | ------------ | ------ |
| Mobile Suit Gundam Area Wars         | 2011  | iOS, Android |        |
| Super Robot Wars Card Chronicle      | 2012  | iOS, Android |        |
| One Piece Grand Collection           | 2012  | iOS, Android | [ 11 ] |
| Tales of Asteria                     | 2013  | iOS, Android |        |
| Tales of Link                        | 2013  | iOS, Android |        |
| Ridge Racer Slipstream               | 2013  | iOS, Android |        |
| Drift Spirits                        | 2013  | iOS, Android |        |
| Little Tail Story                    | 2014  | iOS, Android |        |
| Taiko no Tatsujin +                  | 2014  | iOS          |        |
| One Piece Straw Wars Pirates Defence |       | iOS, Android | [ 12 ] |
| One Piece Grand Quiz Battle          |       | iOS, Android | [ 13 ] |
| One Piece Moja!                      |       | iOS, Android | [ 14 ] |
| One Piece Run, Chopper, Run!         | 2014  | iOS, Android | ,      |
| One Piece Dance Battle               | 2014  | iOS, Android | [ 17 ] |
| One Piece Treasure Cruise            | 2014  | iOS, Android | [ 18 ] |
| One Piece Setting Sail!              | 2015  | iOS, Android | [ 19 ] |
| Dragon Ball Z: Dokkan Battle         | 2015  | iOS, Android |        |
| Super Robot Wars X-Ω                 | 2015  | iOS, Android |        |
| One Piece: Thousand Storm            | 2016  | iOS, Android | [ 20 ] |
| Ridge Racer Draw & Drift             | 2016  | iOS, Android |        |
| Tales of the Rays                    | 2017  | iOS, Android |        |
| Sword Art Online: Memory Defrag      | 2017  | iOS, Android |        |
| LayereD Stories 0                    | 2017  | iOS, Android |        |
| Saint Seiya: Cosmo Fantasy           | 2017  | iOS, Android |        |
| Sword Art Online: Integral Factor    | 2017  | iOS, Android |        |
| Amazing Katamari Damacy              | 2017  | iOS, Android |        |
| My Tamagotchi Forever                | 2018  | iOS, Android |        |
| One Piece Bounty Rush                | 2018  | iOS, Android | [ 21 ] |
| Dragon Ball Legends                  | 2018  | iOS, Android |        |
| One Piece: Burning Will              | 2018  | iOS, Android | [ 22 ] |
| Naruto x Boruto Ninja Voltage        | 2018  | iOS, Android |        |
| Tales of Crestoria                   | 2019  | iOS, Android |        |